# 蕭痕篤
萧痕笃（？—?），字儿里轸，迭刺部人。其先相遥辇氏。辽国政治、军事人物。契丹人。

## 经历
痕笃自少年时表现出糠慨之气，因有才能而自负。早年隶属辽太祖帐下，多次跟从太祖征讨。辽国建国后，任北府宰相。痕笃孝顺父母，为政崇尚宽简。

## 传記資料
- 《遼史》卷74 列传第4